# Sussaba dorsalis
Sussaba dorsalis är en stekelart som först beskrevs av Holmgren 1858.  Sussaba dorsalis ingår i släktet Sussaba och familjen brokparasitsteklar. Arten är reproducerande i Sverige. Utöver nominatformen finns också underarten S. d. cultriformis.